# Batalla de Sil·lèon
La batalla naval de Sil·lèon va tenir lloc a 678 i es va lliurar entre els àrabs omeies i l'Imperi Romà d'Orient, en coordinació amb una sèrie de batalles per terra en Anatòlia i Síria.

## Antecedents
La flota àrab havia fustigat contínuament l'armada romana d'Orient durant cinc anys, a partir de 672, voltant la capital a 674 i tractant d'assaltar cada estiu durant els tres anys següents. En 677 es van llançar incursions al llarg de la costa d'Anatòlia, al Mar de Màrmara, i van assetjar Constantinoble. Al mateix temps, un exèrcit irrompé a Anatòlia. Simultàniament, els eslaus estaven atacant Tessalònica per terra, de manera que l'exèrcit romà d'Orient es dispersava en dos fronts.

## Batalla
Per derrotar la flota omeia i forçar els àrabs a aixecar el setge, l'emperador Constantí IV va enviar a la seva flota contra els àrabs, amb els quals va combatre a la costa de Pamfília. Derrotats gràcies al foc grec, els supervivents van ser atrapats per una tempesta que els va enfonsar. Mentrestant, l'exèrcit romà d'Orient va perseguir els àrabs fins a Síria i els va derrotar.

## Conseqüències
La derrota naval i el fallit Setge de Constantinoble van posar fi a la immediata amenaça àrab a l'Europa oriental. El califa Muàwiya no tingué més remei que signar un tractat de pau de 30 anys amb l'imperi, es compromet a pagar 3.000 peces d'or anuals a l'emperador i enviar-li 50 presoners i 50 cavalls.